# Аргаш
Арга́ш — река в Ульяновской области России. Правый приток Суры. Протекает в Инзенском районе.

## География
Река берёт начало северо-западнее села Аргаш. Течёт на север мимо населённых пунктов Городищи, Пятино и Тияпино. Устье реки находится в 427,7 км по правому берегу реки Суры. Длина реки составляет 31 км, площадь водосборного бассейна — 355 км².
Притоки (от истока до устья): Налитовка, Аксаурка, Сухой Аргаш, Аришка.

## Данные водного реестра
По данным государственного водного реестра России относится к Верхневолжскому бассейновому округу, водохозяйственный участок реки — Сура от Сурского гидроузла и до устья реки Алатырь, речной подбассейн реки — Сура. Речной бассейн реки — (Верхняя) Волга до Куйбышевского водохранилища (без бассейна Оки).
Код объекта в государственном водном реестре — 08010500312110000036821.